# 加法群
加法群是一种在某种意义上将群运算为加法的群。它通常是阿贝尔群，使用二元运算符号{\displaystyle +}。
该术语广泛用于具有若干运算的代数结构，用于指定通过舍弃其他运算而获得的代数结构。比如整数加法群，基于向量空间的加法群以及基于环的加法群。这对于环和域来说特别有用，能用于区分加法群和具有乘法逆元的乘法群。 